# Tauraco fischeri
Il turaco di Fischer (Tauraco fischeri Reichenow, 1878) è un uccello della famiglia Musophagidae.

## Sistematica
Tauraco fischeri ha due sottospecie:
- Tauraco fischeri fischeri
- Tauraco fischeri zanzibaricus

## Distribuzione e habitat
Questo uccello è vive nell'Africa orientale, più precisamente in Somalia, Kenya e Tanzania, dove frequenta le foreste tropicali e subtropicali, gli ambienti montani e le zone coltivabili. 
La sottospecie T. f. zanzibaricus è endemica di Zanzibar.